# Marco Ricci
Marco Ricci, född 5 juni 1676 i Belluno, död 21 januari 1730, var en venetiansk konstnär.
Ricci var brorson till Sebastiano Ricci, och samarbetade hela sitt liv med farbrodern. 1708-16 vistades han mestadels i London, först tillsammans med Giovanni Antonio Pellegrini, sedan med farbrodern. Han var i huvudsak landskapsmålare och blev inom detta område rokokons främste inom det venetianska måleriet.